# عيش سفاري
عيش سفاري هو برنامج تلفزيوني واقعي مُوجه للفتيان والفتيات في العالم العربي، من إنتاج قناة إم بي سي 3. عُرض لأول مرة في عام 2005، ويستند البرنامج بشكل أساسي إلى البرنامج الأسترالي جزيرة العقارب، مع إجراء بعض التعديلات. حقق برنامج عيش سفاري جماهيرية كبيرة وشعبية جارفة بين الأطفال في الوطن العربي.

## فكرة البرنامج
تقوم برنامج عيش سفاري على التنافس بين فريقين من الشجعان الذين يتم اختيارهم بعد خوض عدد من الاختبارات المؤهلة. يعيش الفريقان في منطقة التصوير التي تحددها إدارة القناة، حيث تتغير هذه المنطقة من موسم لآخر، وغالبًا ما تكون أشبه بمعسكر يُشيَّد في بيئة طبيعية.
تشرف مقدمة البرنامج أصالة كامل على توجيه الفريقين في تنفيذ المهام المحددة، في جو من المنافسة الشريفة. يهدف البرنامج إلى تعليم الشجعان ومشاهديهم من الأطفال روح التعاون والمثابرة، والتحلي بصفات حميدة مثل الصبر، والشجاعة، والجرأة، والاعتماد على النفس.
يخوض الفريقان مسابقات تختبر قدراتهم العقلية والجسدية، مثل تسلق الجبال، والسباحة، والركض، والألعاب المائية، بالإضافة إلى مسابقات ثقافية تُقيّم معرفتهم ومستوى ثقافتهم.
يعكس برنامج عيش سفاري حرص قناة إم بي سي 3 على تنمية قدرات الأجيال الناشئة من الفتيان والفتيات، من خلال مجموعة من التحديات والمغامرات التي تدفعهم لتحمل المسؤولية، والثقة بالنفس، والتفكير الإيجابي.

يمكن لجميع متابعي الموسم الرابع من البرنامج التعبير عن انطباعاتهم وآرائهم حول أجواء المنافسة عبر الموقع الإلكتروني www.mbc3.net، الذي يخصص صفحة خاصة بالبرنامج تُقدم أحدث أخباره، وصور الشجعان، ومقاطع الفيديو الرائعة، بالإضافة إلى حلقات البرنامج. جميع المشاركين يرفعون شعار: عيش سفاري.

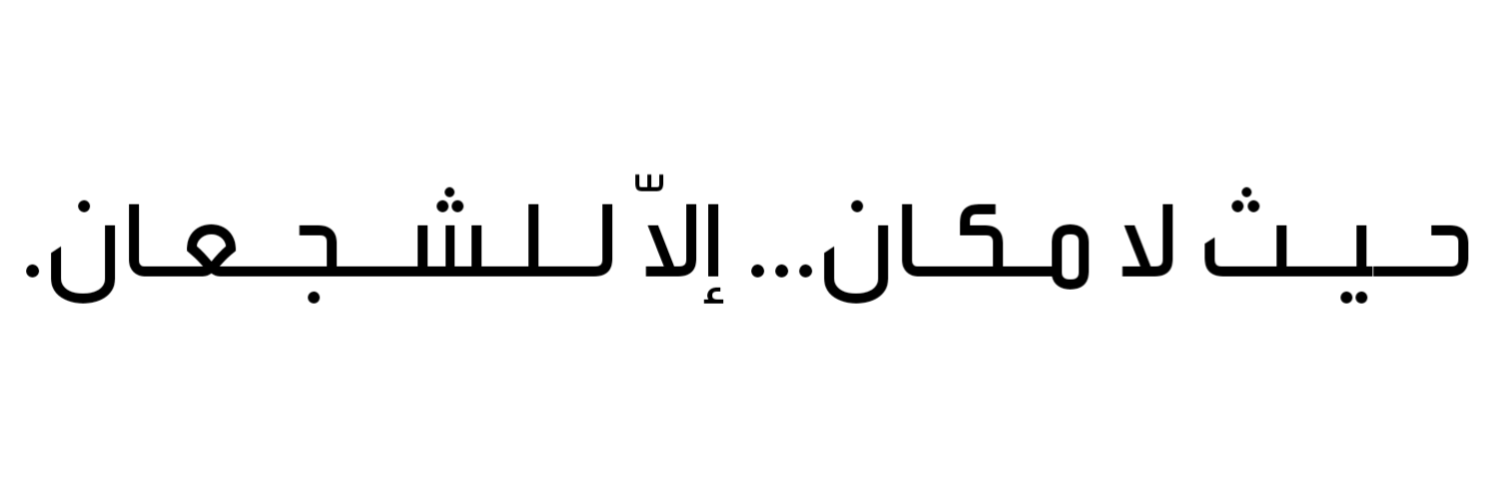
شعار البرنامج

## مواسم
| المواسم       | تاريخ ومكان تصوير                                                                                  |
| ------------- | -------------------------------------------------------------------------------------------------- |
| الموسم الأول  | جرى تصوير الموسم الأول عام 2005م في جنوب أفريقيا و لقى نجاحًا كبيرًا عند إذاعته على شاشة إم بي سي 3. |
| الموسم الثاني | جرى تصويره عام 2006م في تايلاند. ونجح ايضا                                                         |
| الموسم الثالث | تم تصوير فعالياته ومغامراته في أستراليا عام 2007م.                                                 |
| الموسم الرابع | جرى تصويره في ماليزيا 2008م.                                                                       |
| الموسم الخامس | جرى تصويره في الولايات المتحدة الأمريكية عام 2009 م                                                |
| الموسم السادس | جرى تصويره في تركيا عام 2010م.                                                                     |
| الموسم السابع | تم تصويره في الإمارات عام 2013م                                                                    |
| الموسم الثامن | تم تصويره في الأردن عام 2014م.                                                                     |
| الموسم التاسع | تم تصويره في المغرب عام 2015م                                                                      |
| الموسم العاشر | تم تصويره في سلطنة عمان عام 2016م                                                                  |

## وصلات خارجية
- الموقع الرسمي